# Cesare Sambucetti
Cesare Sambucetti (ur. 15 lutego 1838 w Rzymie, zm. 12 kwietnia 1911 tamże) – włoski duchowny rzymskokatolicki, arcybiskup tytularny, dyplomata papieski.

## Biografia
30 marca 1882 papież Leon XIII mianował go delegatem apostolskim w Ekwadorze, Peru i Boliwii oraz dzień później arcybiskupem tytularnym korynckim. 16 kwietnia 1882 w kościele św. Apolinarego w Rzymie przyjął sakrę biskupią z rąk wielkiego penitencjariusza, kardynała-biskupa Sabiny Luigiego Marii Bilio B. Współkonsekratorami byli wiceregens Wikariatu Rzymskiego abp Giulio Lenti oraz sekretarz Świętej Kongregacji Rozkrzewiania Wiary abp Domenico Jacobini.
Misję w Ameryce Południowej zakończył w 1883.
2 stycznia 1900 ten sam papież mianował go nuncjuszem apostolskim w Bawarii. Urząd ten pełnił do 15 października 1901.